# Balard (métro de Paris)
Pour les articles homonymes, voir Balard.
Balard est une station de la ligne 8 du métro de Paris, dont elle constitue le terminus occidental, située dans le 15e arrondissement de Paris.

## Situation
La station est implantée aux abords de la porte de Sèvres, située au sud du quartier de Javel. Elle se trouve à l'intersection entre le boulevard du Général-Martial-Valin, le boulevard Victor, la place Balard et l'avenue de la Porte-de-Sèvres, les quais étant établis sous cette dernière voie. Approximativement orientée selon un axe nord-sud, elle est précédée ou suivie (selon le sens de circulation) par la station Lourmel. Terminus occidental de la ligne 8, elle se prolonge par un tiroir de retournement et de garage des rames, doté de quatre voies dont l'une dispose d'un trottoir de manœuvre.

## Histoire
La station est ouverte le 27 juillet 1937 avec la mise en service du quatrième prolongement de la ligne 8 depuis La Motte-Picquet - Grenelle, dont elle constitue dorénavant le terminus ouest. Cette extension se substitue à l'ancien tronçon occidental de la ligne qui avait pour terminus Porte d'Auteuil, rétrocédé à la ligne 10 à la suite du remaniement des lignes 8, 10 et de l'ancienne ligne 14 (cette dernière constituant depuis 1976 une partie de l'actuelle ligne 13).
La station doit sa dénomination à sa proximité avec la place Balard d'une part et la rue Balard d'autre part, ces deux voies rendant hommage au chimiste Antoine-Jérôme Balard (1802-1876). De toute les stations de métro aménagées aux portes de Paris, elle est ainsi la seule à ne pas reprendre le toponyme de celle qu'elle dessert, la porte de Sèvres en l'occurrence. Cela permet ainsi d'éviter tout risque de confusion avec la station Pont de Sèvres, terminus occidental de la ligne 9 qui partage une partie de son itinéraire avec la ligne 8 entre les stations Richelieu - Drouot et République.
Le 3 septembre 1943, la Royal Air Force bombarde le quartier autour de la station et détruit ses bouches d'accès, causant la mort de 22 personnes dont deux agents de la CMP.
Dans le cadre du programme « Renouveau du métro » de la RATP, les couloirs de la station sont rénovés le 11 mars 2003, tandis que les quais reçoivent deux bandeaux d'éclairage blancs et arrondis dans le style « Gaudin », typiques des stations modernisées depuis les années 2000.
Afin d'améliorer la desserte du quartier d'affaires du Val de Seine et de faciliter la correspondance avec la ligne 2 du tramway, prolongée depuis le 21 novembre 2009 jusqu'à Porte de Versailles, des travaux de création d'accès supplémentaires sur l'avenue de la porte de Sèvres sont réalisés en 2012. Le projet se déroule en deux phases afin de ne pas perturber le trafic de la ligne 8 et de garantir la bonne articulation avec le réaménagement de la cité de l'Air, dans le cadre de la mise en œuvre de l'ensemble immobilier dit Hexagone Balard, nouveau siège du ministère de la Défense.
Dans un premier temps, de mars 2012 à fin décembre 2012, des bouches d'accès simples sont créées afin de permettre une connexion plus rapide entre le métro et le tramway T2 à la station Suzanne Lenglen, moyennant l'aménagement d'une passerelle au-dessus des voies à l'extrémité sud des quais. Dans un second temps, de janvier 2014 à début 2015, trois ascenseurs sont aménagés afin d'améliorer l'accessibilité aux personnes handicapées. Le coût de ce projet, estimé à environ 16,4 millions d'euros, est porté par le budget du prolongement du T2 jusqu'à Porte de Versailles.
Entre 2021 et 2024, c'est au tour des quais de faire l'objet d'une modernisation intégrale dans le cadre de l'opération « Un métro + beau ». Cette rénovation ne restitue que partiellement la décoration initiale dans le style d'entre-deux-guerres de l'ex-CMP, les cadres publicitaires à motifs végétaux étant recréés en faïence brune et non de couleur miel comme à l'origine, tandis que les rampes lumineuses « Gaudin » sont remplacés par des bandeaux d'éclairage suspendus, diffusant une lumière directe.

Anciens aménagements des quais
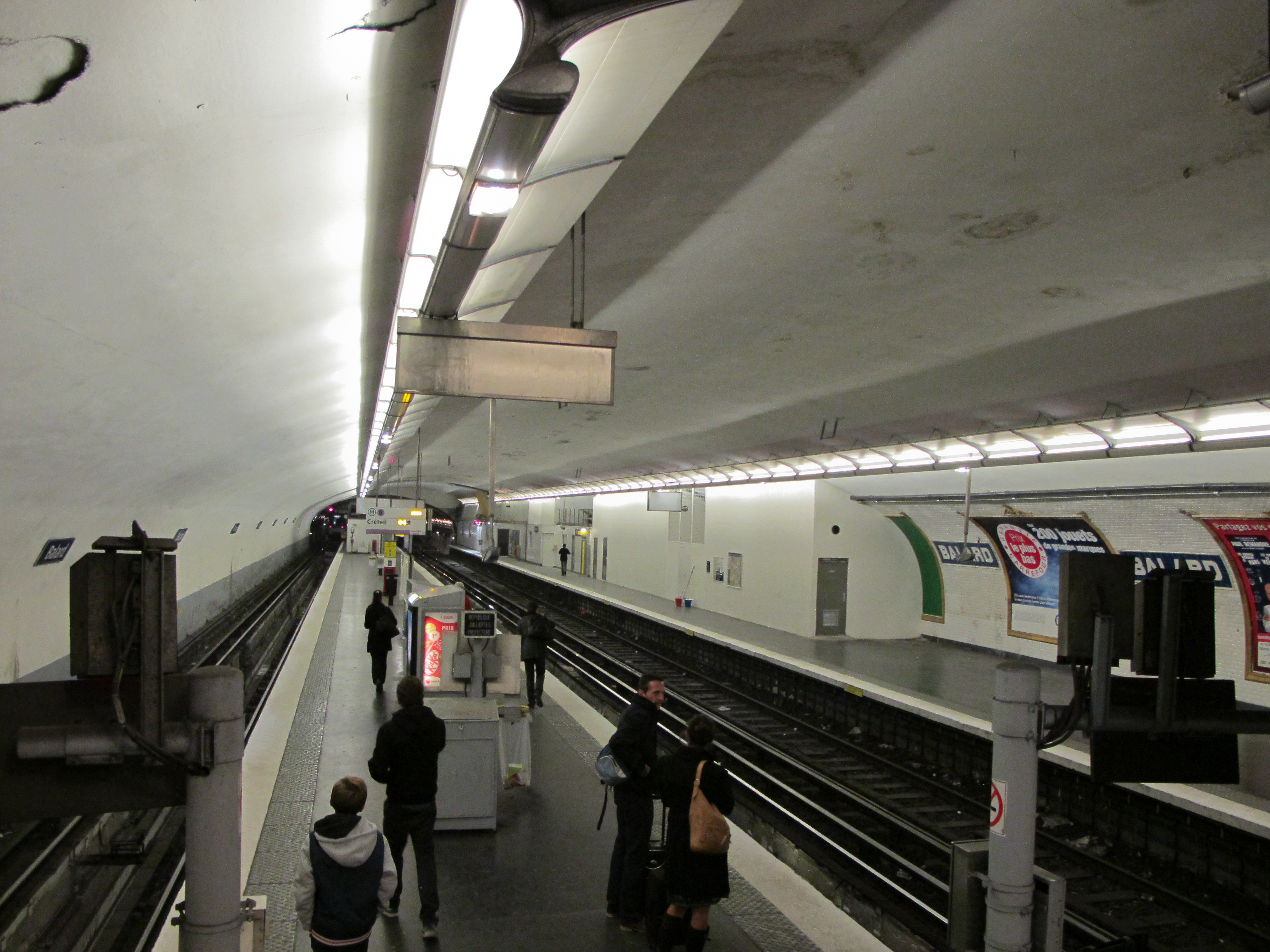
Vue d'ensemble des quais de la station en 2012.
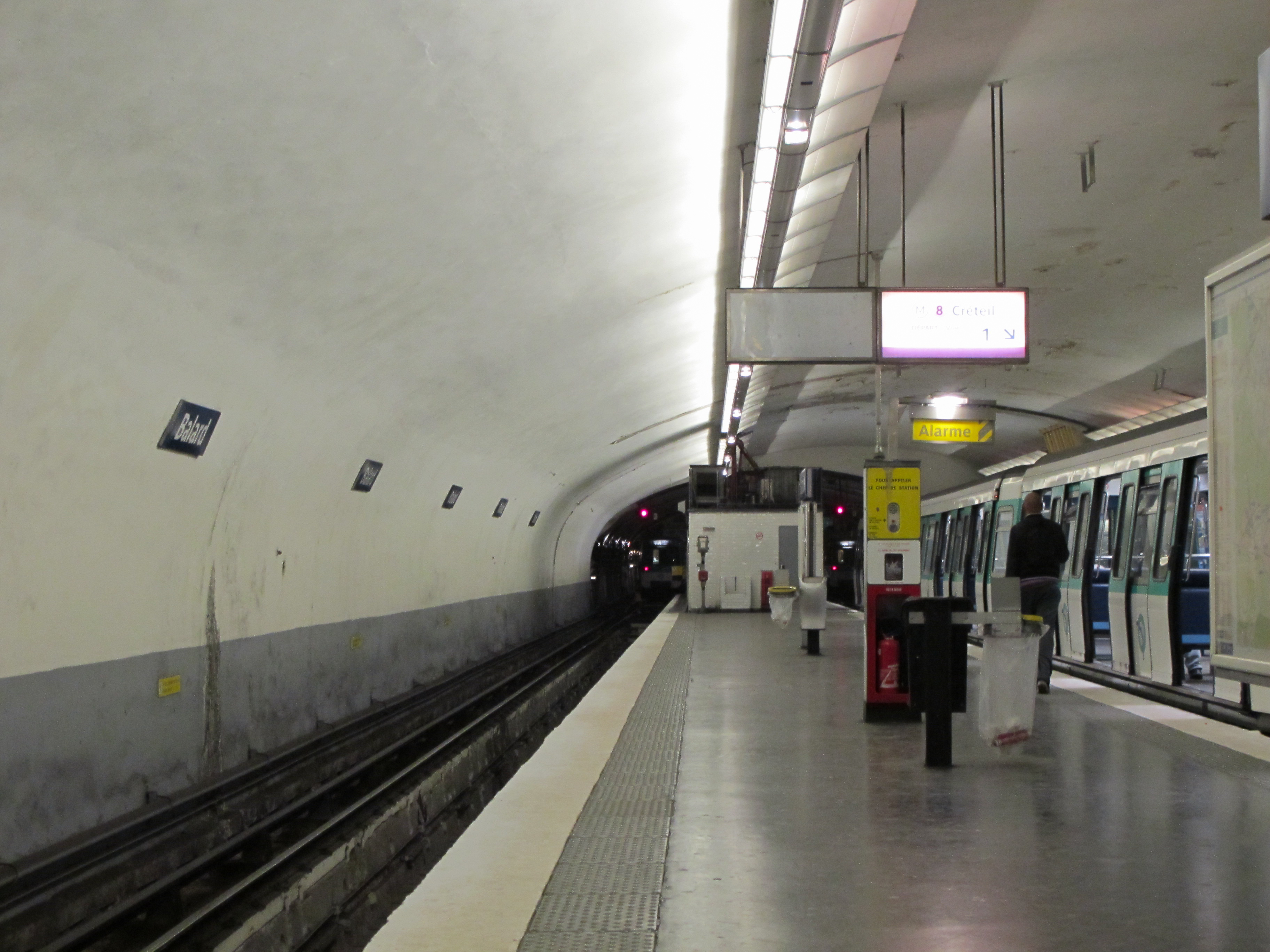
Le quai de départ encadré par deux voies.
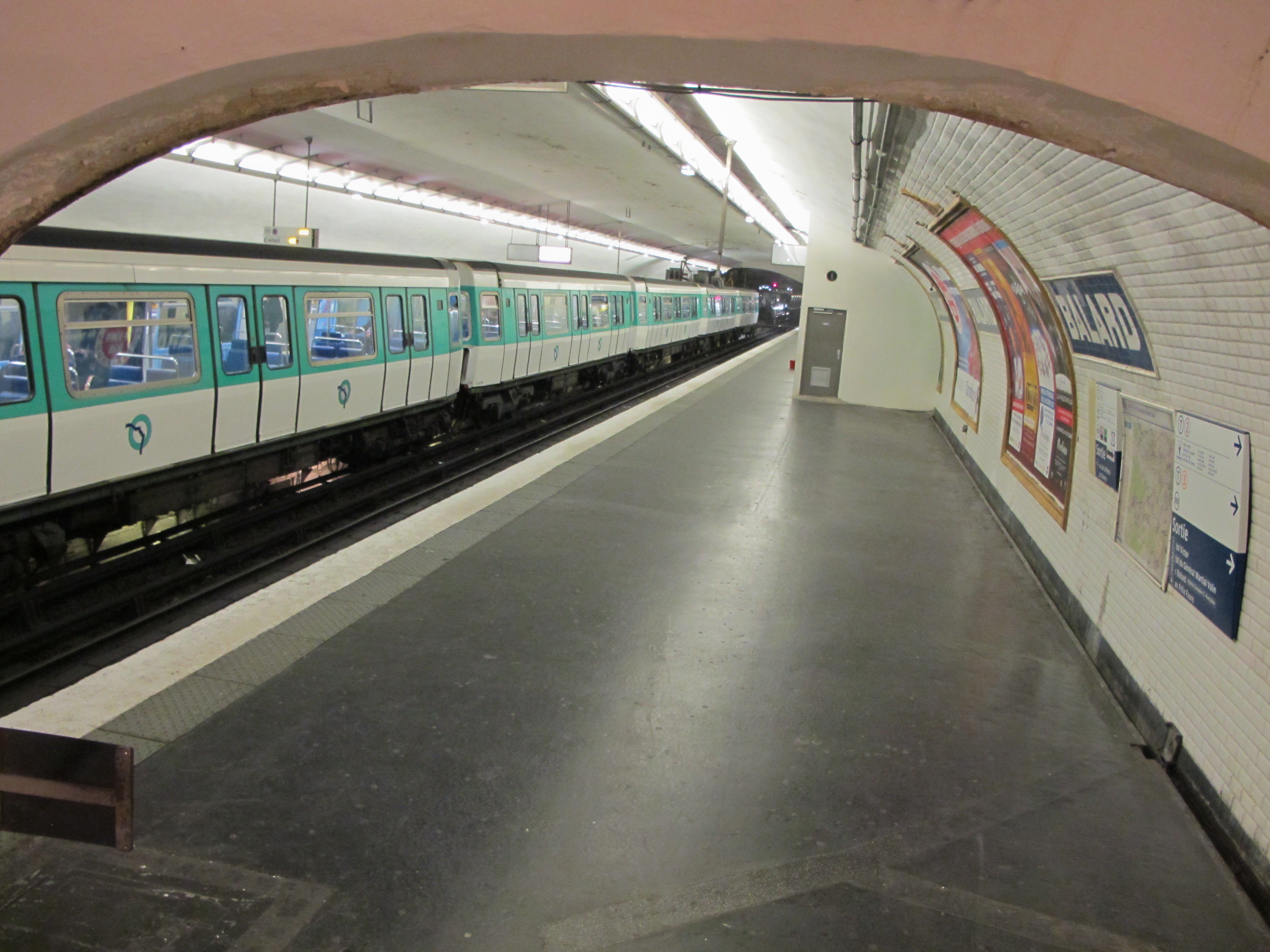
Le quai d'arrivée vu depuis la sortie d'origine.

## Services aux voyageurs

### Accès
Les bouches historiques sont de facture simple, agrémentées de mâts Dervaux. Deux d'entre elles sont situées à une extrémité des quais, place Balard, côté intérieur par rapport à la ligne de Petite Ceinture, deux autres à l'autre extrémité, côté extérieur par rapport à cette même ligne, de part et d'autre de l'avenue de la Porte-de-Sèvres. Les nouveaux accès construits au sud de la station sont de facture contemporaine avec garde-corps en parement gris et vitrage. Le mât est du type « Météor » que l'on retrouve sur les accès des stations de la ligne 14.
Les accès sont les suivants :
- l'accès no 1 « Boulevard Victor » ;
- l'accès no 2 « Boulevard du Général-Martial-Valin » ;
- l'accès no 3 « Rue Balard » ;
- l'accès no 4 « Avenue Félix-Faure » ;
- l'accès no 5 « Avenue de la Porte-de-Sèvres » ;
- l'accès no 6 « Rue Louis-Armand ».

Accès à la station
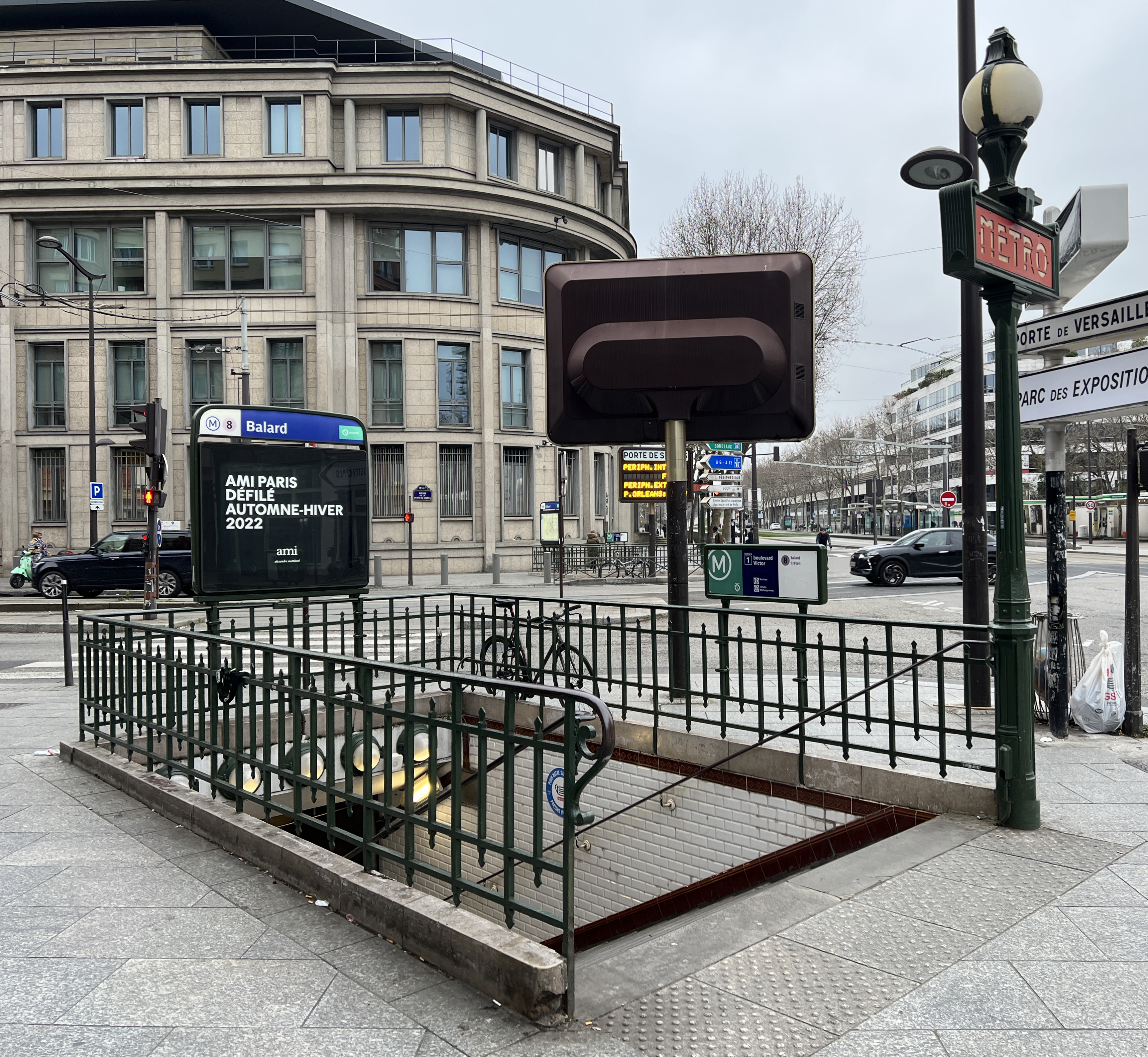
L'accès no 1 « Boulevard Victor ».
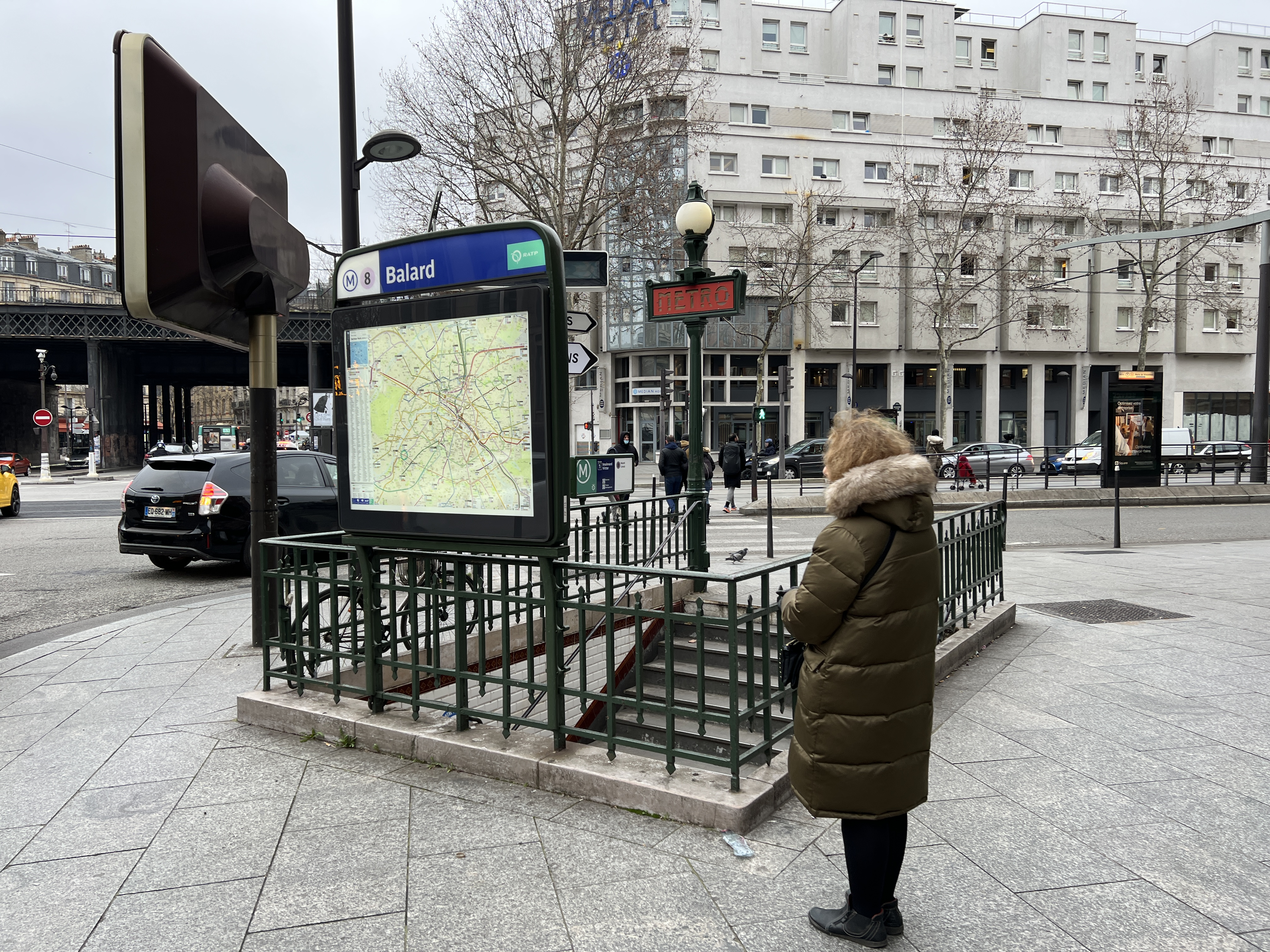
L'accès no 2 « Boulevard du Général Martial Valin ».
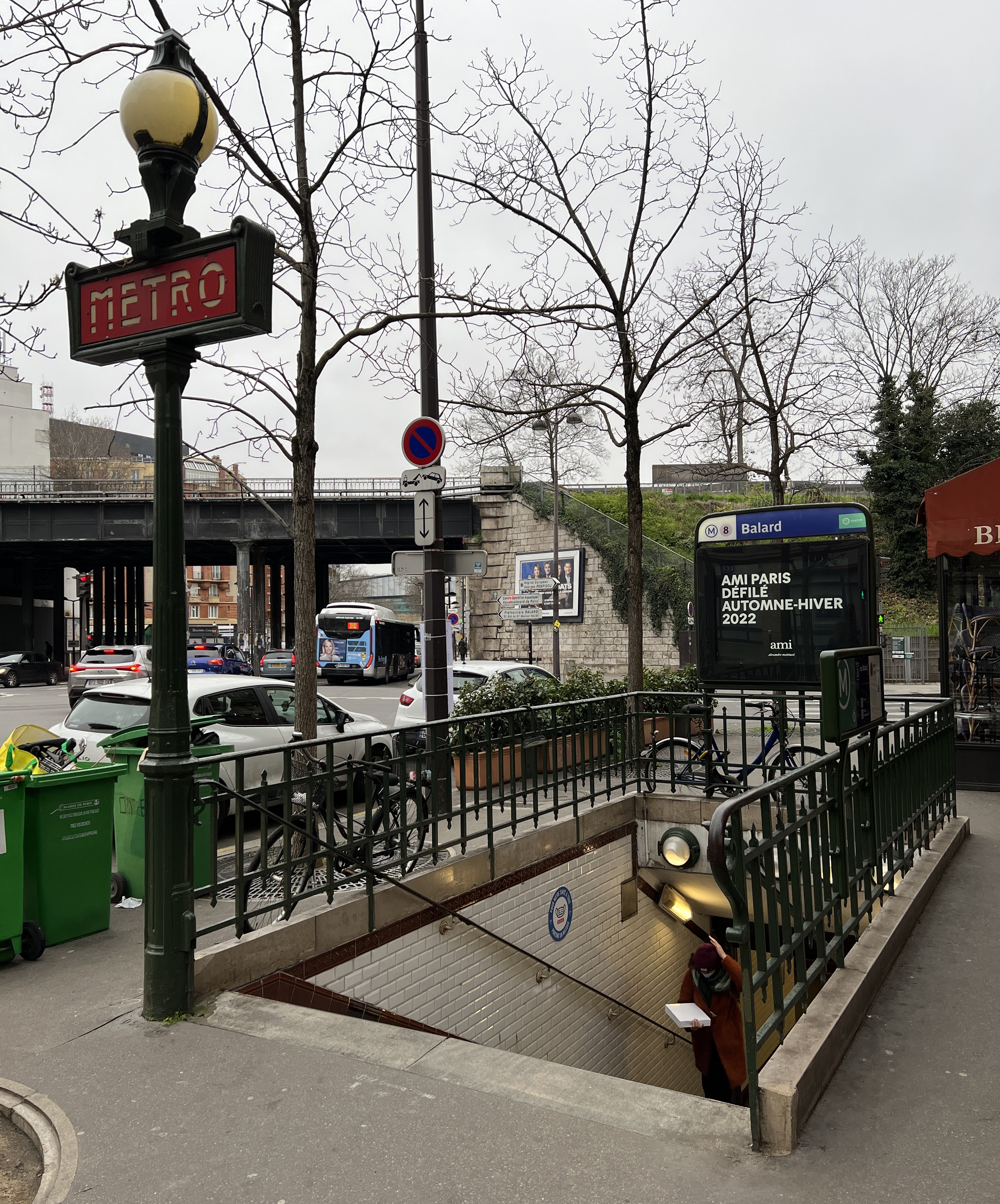
L'accès no 3 « Rue Balard ».
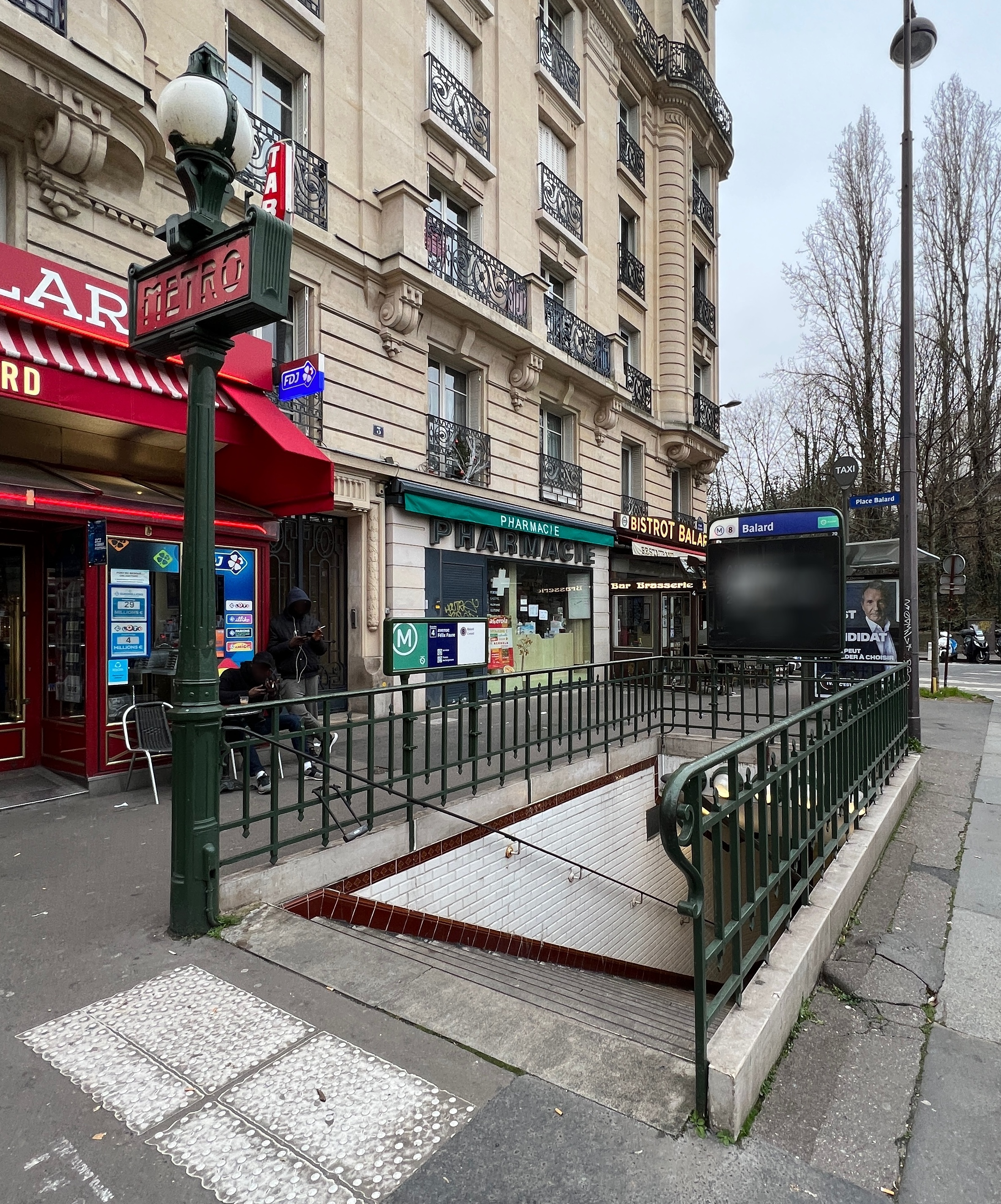
L'accès no 4 « Avenue Félix Faure ».

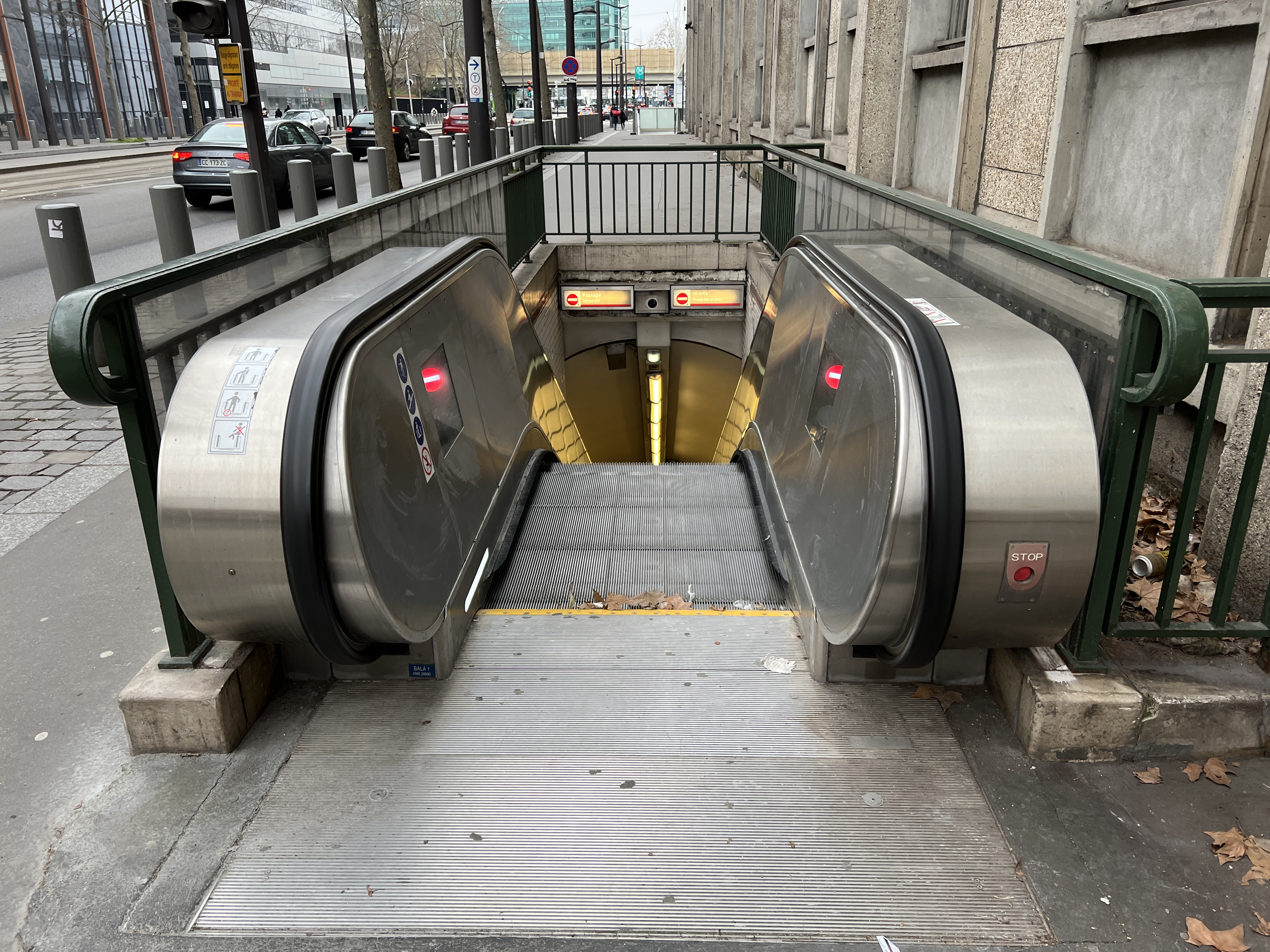
L'accès no 5 « Avenue de la Porte de Sèvres ».
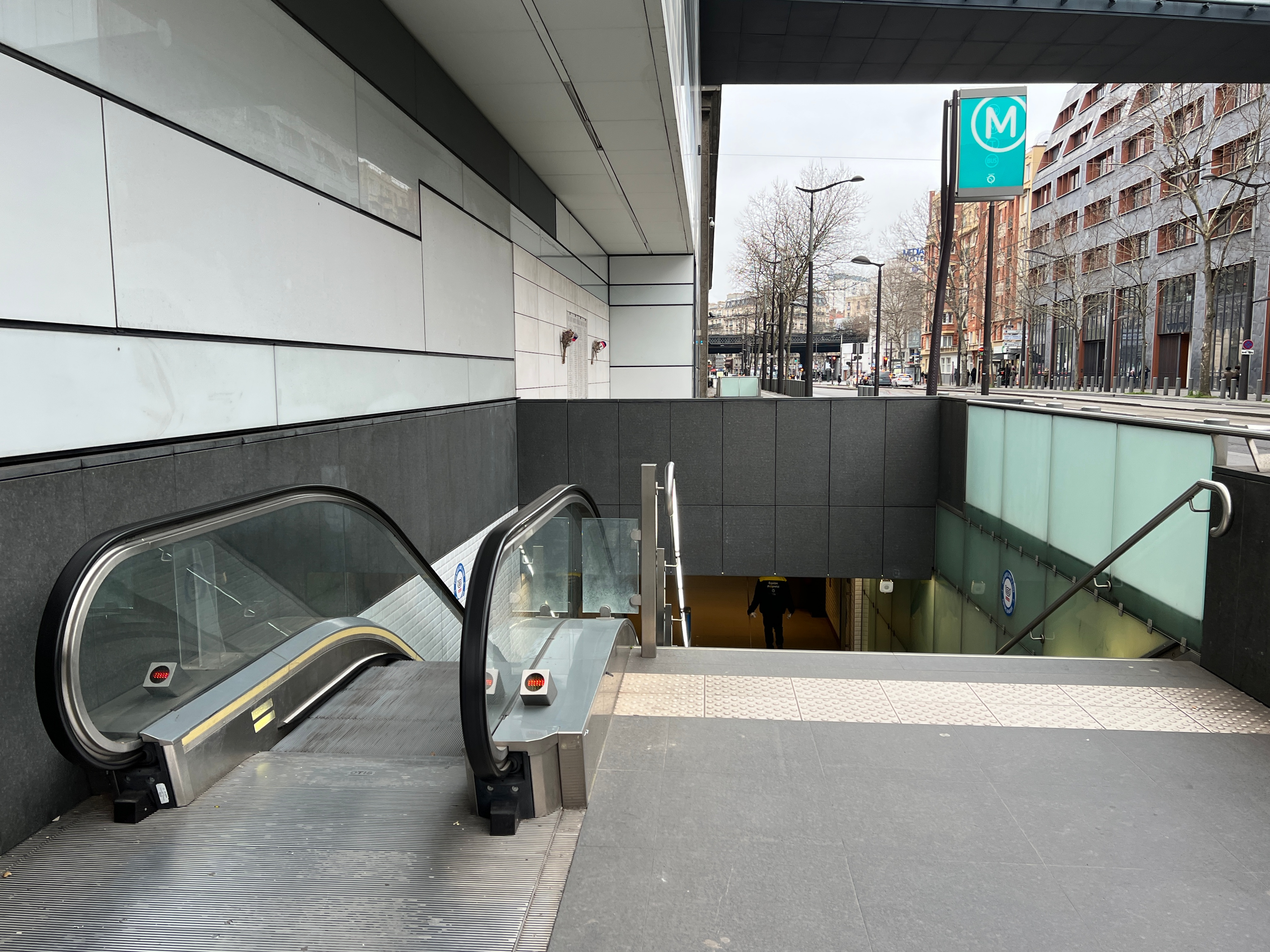
L'accès no 6 « Rue Louis Armand ».
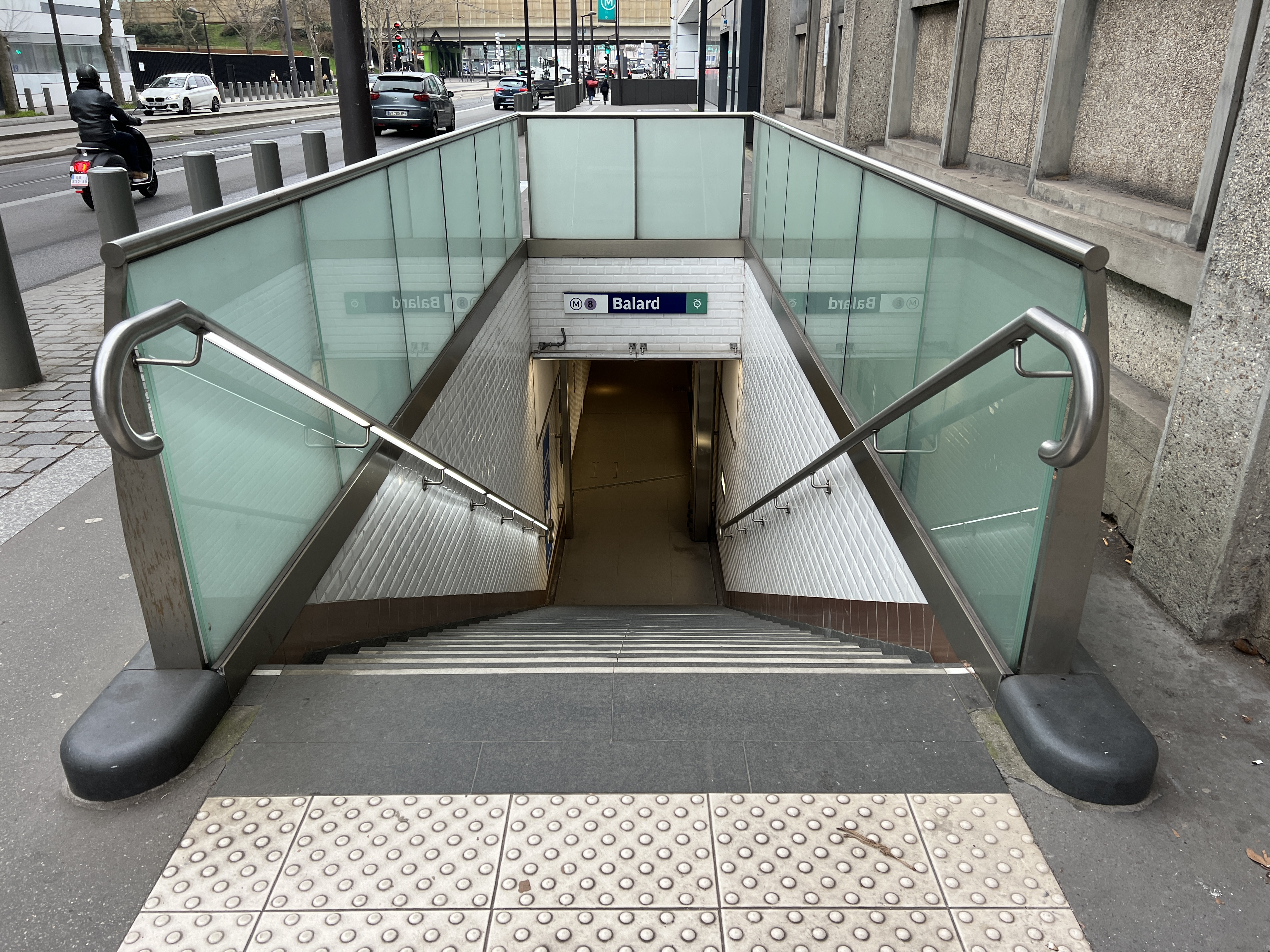
Escalier secondaire de l'accès no 6.

### Quais
Balard est une station de configuration particulière pour le métro de Paris : du fait de son statut de terminus, elle possède trois voies desservant un quai latéral à l'ouest et un quai en îlot à l'ouest, selon une disposition commune à de nombreux terminus du réseau, sous une voûte elliptique. Le quai latéral assure le débarquement de la majorité des circulations en provenance de Pointe du Lac, tandis que le quai central sert principalement à l'embarquement des voyageurs, mais également à l'arrivée de certains trains rebroussant directement en direction de Créteil, sans passer par le tiroir de retournement en aval du terminus. Celui-ci se compose de quatre voies de garage, dont l'une dispose d'un trottoir de manœuvre.
La décoration est une variante du style utilisé pour la majorité des stations de métro, avec des carreaux en céramique blanc biseauté recouvrant les piédroits, la voûte ainsi que les tympans, tandis que l'éclairage est assuré par deux bandeaux suspendus. Les cadres publicitaires, présents uniquement sur le piédroit longeant le quai d'arrivée, sont en faïence à motifs végétaux de couleur brune (teinte qui n'existait pas à l'origine) et le nom de la station est également incorporé dans la céramique murale, selon le style décoratif d'entre-deux-guerres de la CMP d'origine. Quelques plaques émaillées affichent également le toponyme en police de caractères Parisine sur le quai de départ, lequel dispose de sièges « Akiko » de couleur jaune.

Quais de la station
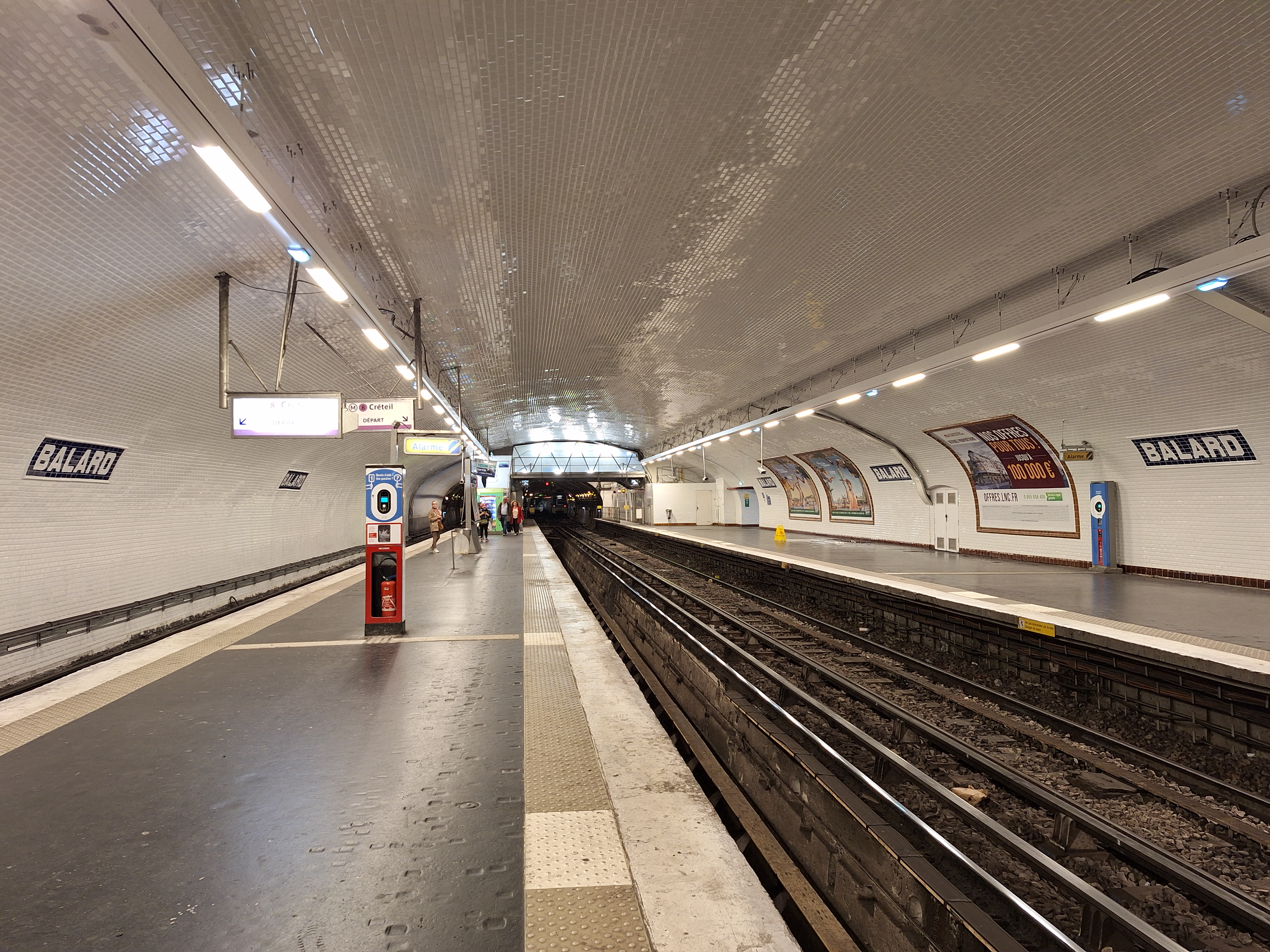
Vue d'ensemble du terminus depuis le quai de départ.
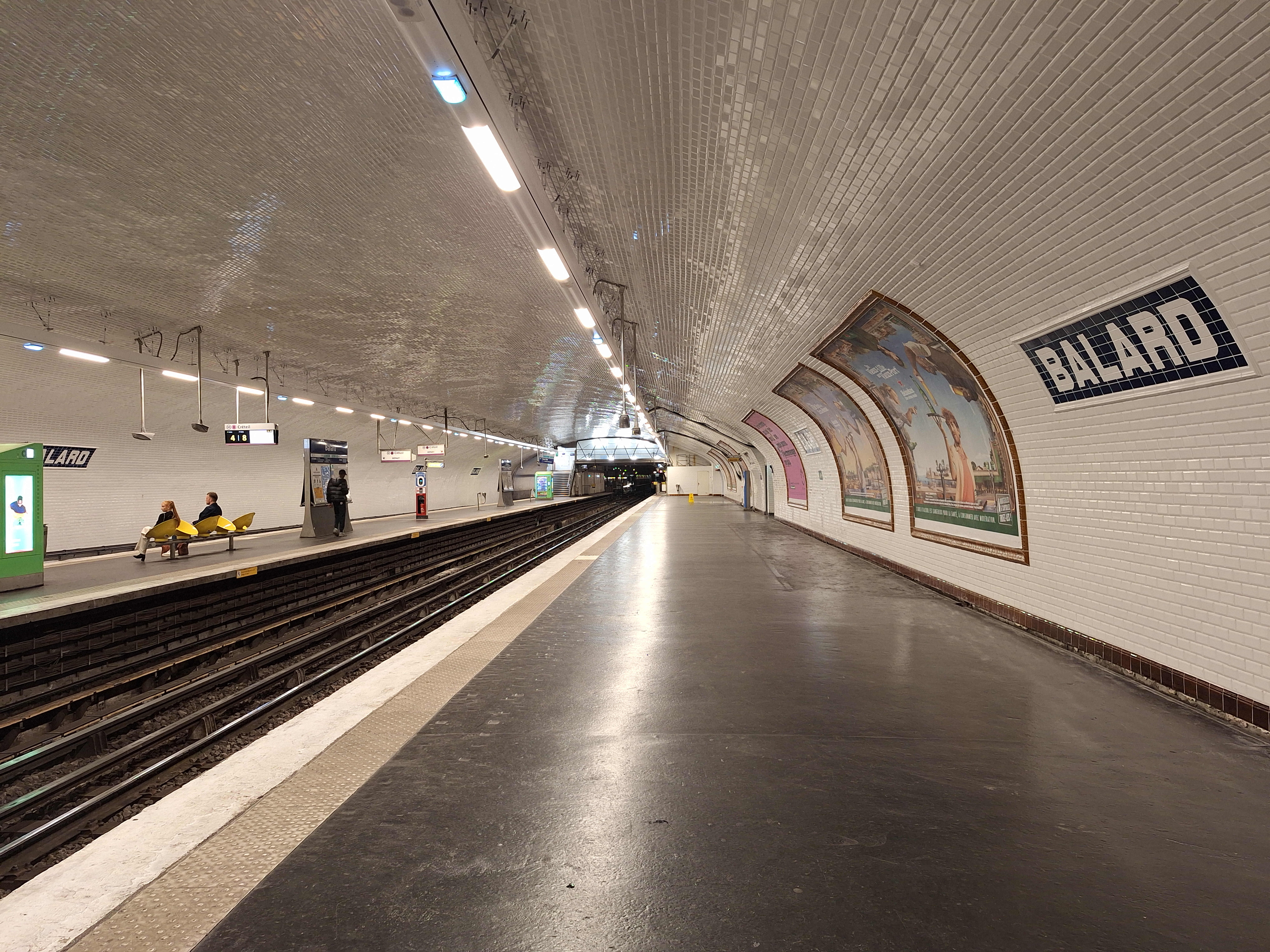
Le même terminus vu depuis le quai d'arrivée.
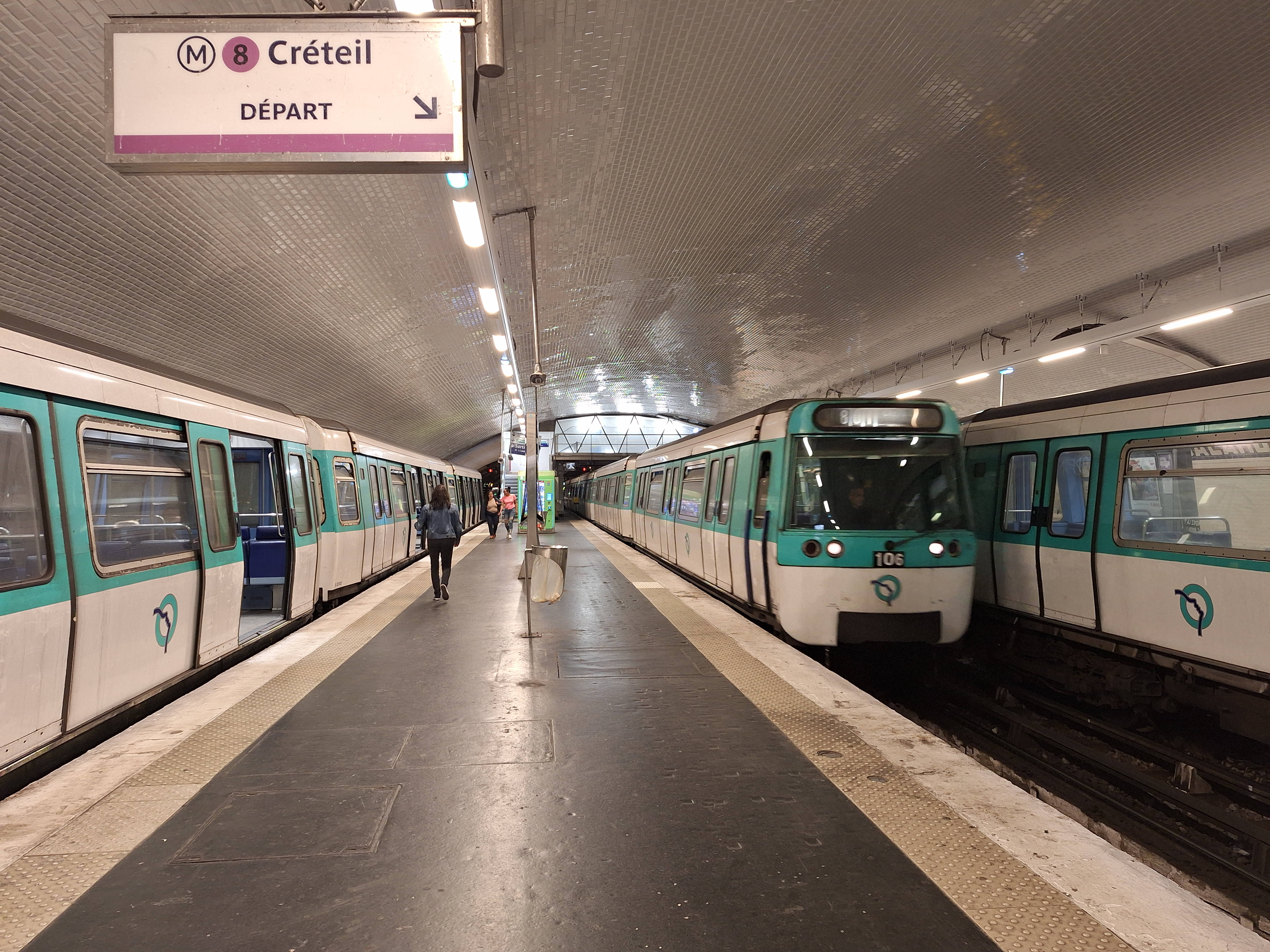
Croisement entre trois rames MF 77 dans la station.
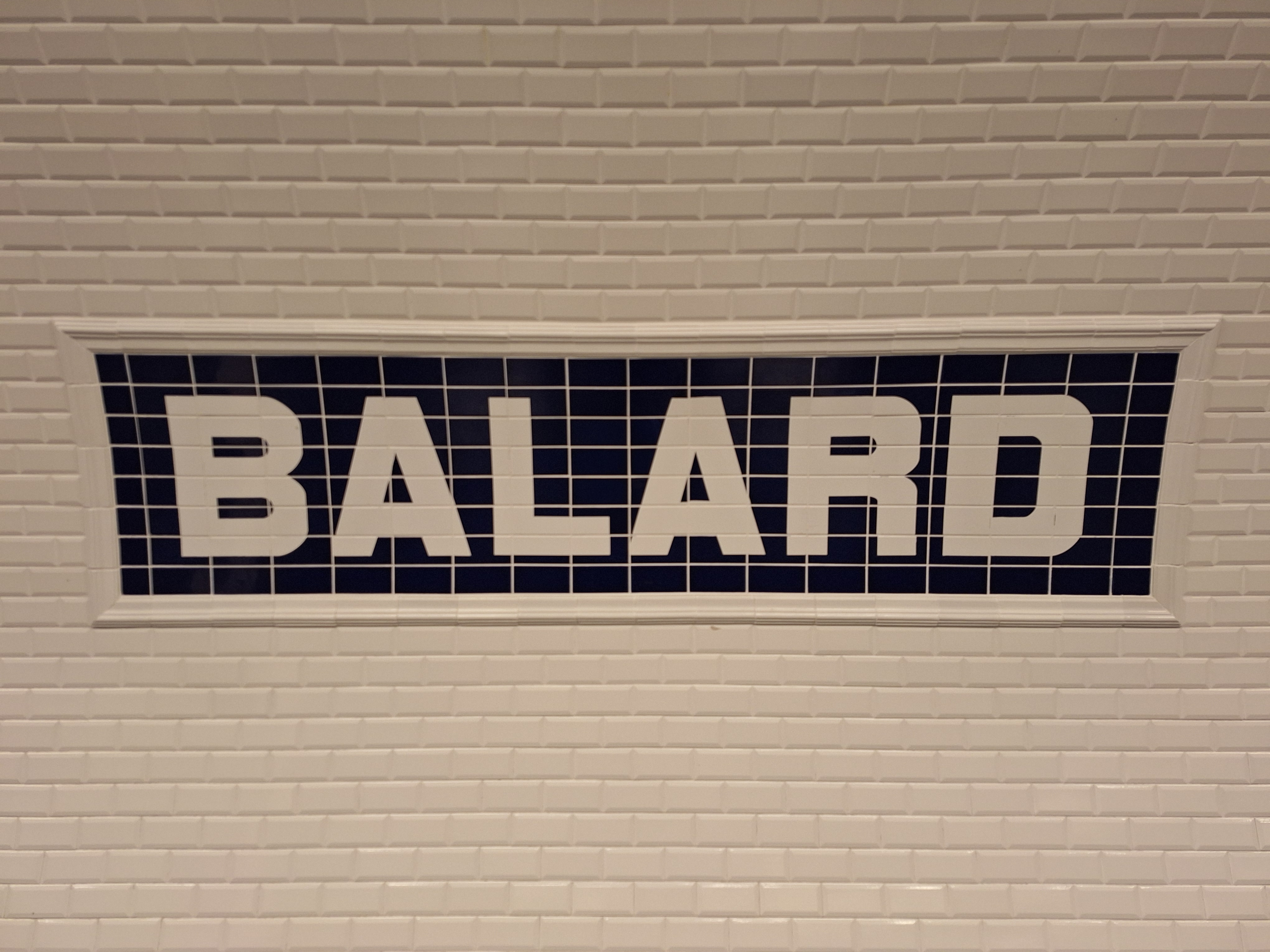
Faïence murale incorporant le nom de la station.
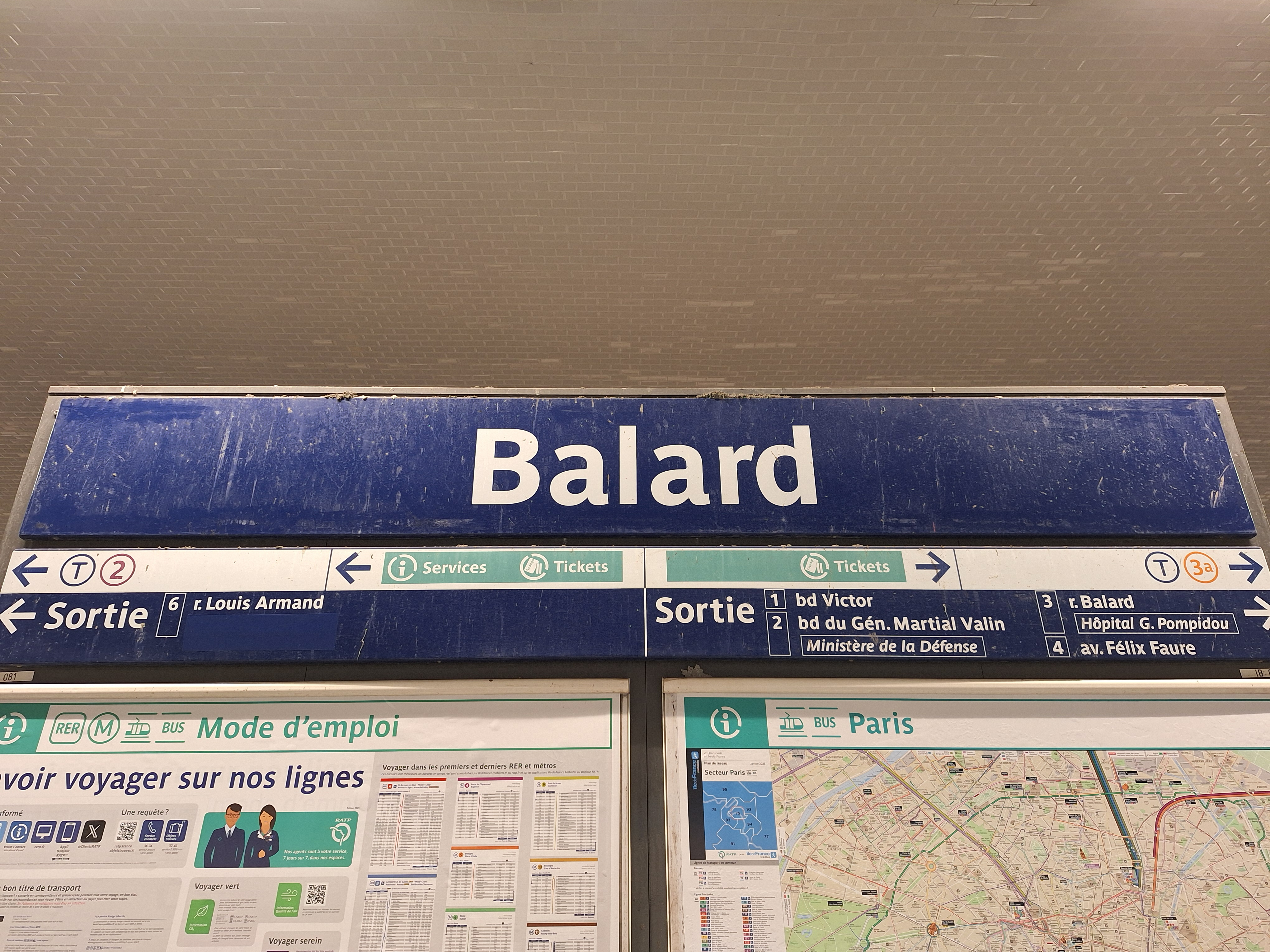
Plaque émaillée indiquant le nom de la station.

### Intermodalité

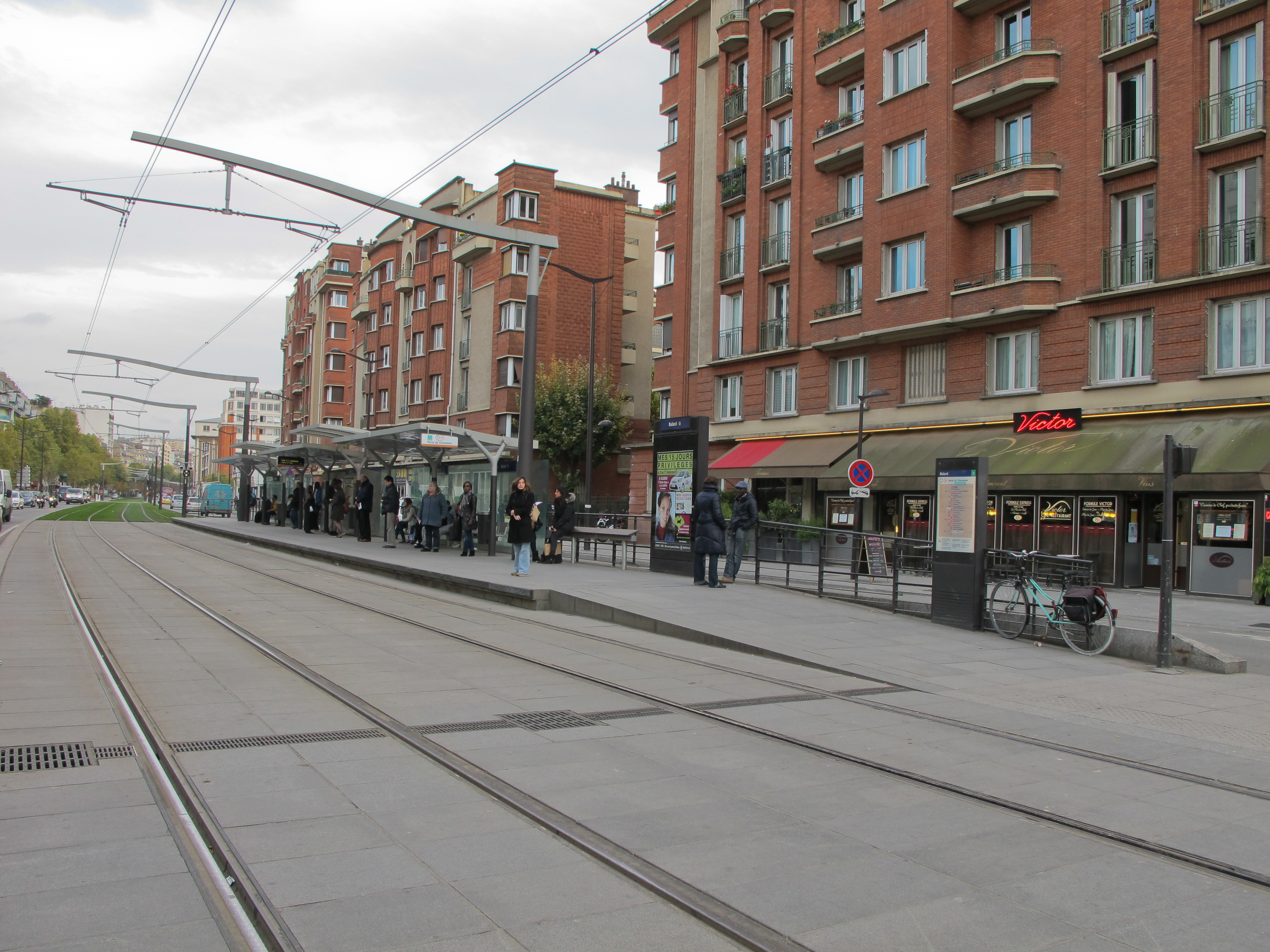
La station Balard du tramway T3a, en novembre 2012.

La station est l'une des quatre du réseau, avec Porte de Versailles (ligne 12), Porte de Vincennes (ligne 1) et Porte de Choisy (ligne 7), à être située à l'une des portes de Paris et dont la desserte est assurée par deux tramways distincts (avec Basilique de Saint-Denis, ce sont également les seules stations du métro parisien à être connectées avec deux lignes de tramway).
La station est desservie par le tramway de la ligne T3a (depuis le 16 décembre 2006), par les lignes 30, 39, 42, 88 et 169 du réseau de bus RATP, par la ligne 3754 du réseau de bus de Sénart et la nuit, par les lignes N13, N62, N161 et N162 du réseau de bus Noctilien.
À une distance de 140 mètres, (en empruntant la sortie n°6 - Rue Louis Armand) une correspondance avec le tramway de la ligne T2 (station Suzanne Lenglen) est également possible.
Une correspondance à distance avec la ligne C du RER à la gare du Pont du Garigliano apparaissait sur les plans de métro de la RATP en 1998 et en 2000,. À défaut d'apparaître sur les plans de la ligne C à l'intérieur des trains, cette correspondance est parfois toujours mentionnée dans les plans des gares,.

## Fréquentation
Nombre de voyageurs entrés à cette  station :
| Année                      | 2013      | 2014      | 2015      | 2016      | 2017      | 2018      | 2019      | 2020      | 2021      |
| -------------------------- | --------- | --------- | --------- | --------- | --------- | --------- | --------- | --------- | --------- |
| Nombre de voyageurs par an | 4 189 814 | 4 287 048 | 4 454 198 | 4 994 071 | 5 353 471 | 6 028 656 | 5 626 040 | 2 643 639 | 3 236 801 |
| Rang                       | 116e      | 113e      | 104e      | 86e       | 72e       | 64e       | 68e       | 71e       | 95e       |
| Nombre de stations         | 302       | 302       | 302       | 302       | 302       | 302       | 302       | 304       | 304       |

## Dans la culture
La station apparaît dans Monsieur Klein (1976), un film se déroulant en 1942, avec Alain Delon dans le rôle éponyme. Il joue une courte scène dans laquelle il attend, apposé à la rambarde, à la sortie du métro.

## À proximité
- Petite Ceinture du 15e
- Hexagone Balard (siège du ministère des Armées)
- Piscine Balard
- Jardin Eugénie-Djendi
- Square Jean-Cocteau
- Grand Pavois de Paris
- Hôpital européen Georges-Pompidou
- Parc André-Citroën
- Aquaboulevard
- Parc omnisports Suzanne-Lenglen
- Héliport de Paris - Issy-les-Moulineaux - Valérie-André
- Siège de la Direction générale de l'Aviation civile